# San Eduardo (Santa Fe)
San Eduardo es una localidad argentina que se encuentra en el sur de la provincia de Santa Fe, perteneciente al departamento General López, y se halla a 17 km de la ciudad de Venado Tuerto.

## Historia
Fue fundado el 6 de octubre de 1890 por la compañía de Tierras del Grand Sur de Santa Fe y Córdoba Ltda. Cuenta con una población de 800 habitantes (según censo realizado en el año 2001). Presidente comunal actual Cristian Lema

## Población
Cuenta con 1,113 habitantes (Indec, 2010), lo que representa un descenso frente a los 1,280 habitantes (Indec, 2001) del censo anterior.
La población fue decreciendo con el correr del tiempo, tanto la urbana como la rural, siendo el mayor porcentaje de ellos niños y adultos con aumento del género masculino, pero se desconoce su cifra con total exactitud. Una de las principales causas que dieron origen a esta realidad es la escasez de empleo, fuentes que lo activen y la inexistencia de acceso pavimentado, aunque actualmente, gracias a constantes tramitaciones de la Comuna de la localidad con el Consorcio Caminero se logró realizar un mejorado con piedra, existiendo la posibilidad de concluirlo en su totalidad.
La localidad se dedica netamente a la explotación agrícola-ganadera, cuenta únicamente con la existencia de una planta cerealera y con comercios, no siendo éstos numerosos.
| Gráfica de evolución demográfica de San Eduardo Torres entre 1991 y 2010 |
|                                                                          |
| Fuente: Censos nacionales del INDEC                                      |

## Fiesta Provincial de la Conservas
Se realiza bajo el decreto 1943/07, de nivel provincial, en la cual se hacen presentes artesanos de la localidad y de distintos puntos del país. Esta fiesta resulta muy importante para los habitantes de la localidad, ya que por medio de la Comuna local que provee de un proyecto de microemprendimientos a la población que lo requiera, en la misma los emprendedores encuentran un lugar para exponer sus productos y servicios, los cuales cautivan la atención de los visitantes… En la misma, de un grupo de postulantes se elige la reina y la miss conservita, las cuales representan la localidad y la fiesta en otros eventos. 

## Educación
Existen tres instituciones educativas:
- Escuela provincial N.º 6008 Tucumán que cuenta con comedor escolar
- Escuela rural José Hernández
- Escuela de enseñanza media N.º 368

## Ocupación – Situación económica
San Eduardo es una zona rica en tierra y clima, por ello es una región totalmente agrícola-ganadera.
Existen importantes tasas de desocupación, principalmente en la población joven  (más aún en la femenina), las cuales se ven reducidas en épocas de cosecha y siembra en donde la mayoría se desempeña. Estas tasas fomentan aún más la emigración hacia zonas de mayores recursos y fuentes de empleo.
Se carece totalmente de empresas y fábricas que incorporen mano de obra.

## Nivel socioeconómico
De manera general se puede aducir a que San Eduardo presenta un nivel socioeconómico medio, integrado, principalmente, por familias de clase media, con ingresos medios. También existen, aunque menos grupos que poseen alto poder adquisitivo, como además núcleos familiares que no alcanzan a cubrir en forma adecuada e integral las necesidades mínimas y vitales.
En épocas de cosecha es notablemente el aumento del poder adquisitivo y la mejora financiera de las familias que de ello se ocupan.

## Parroquias de la Iglesia católica en San Eduardo
| Diócesis   | Venado Tuerto   |
| ---------- | --------------- |
| Parroquia0 | San Eduardo Rey |